# Social Distortion

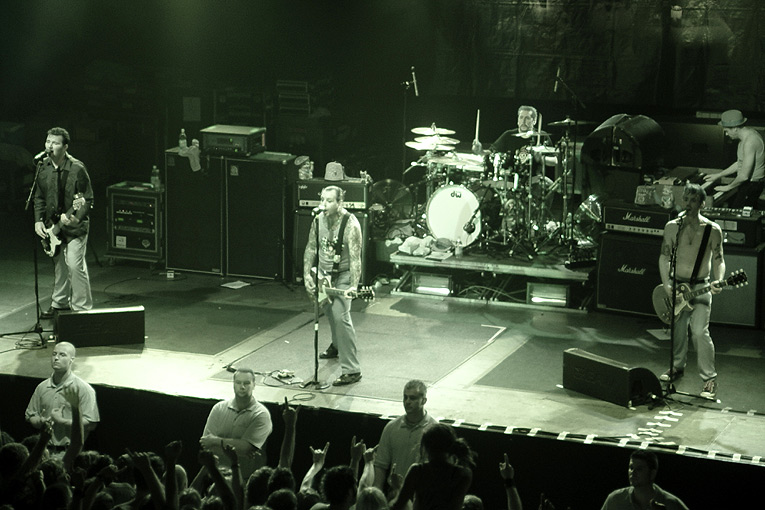

Social Distortion este o formație americană de punk rock formată în Fullerton, California, în 1978. Trupa este alcătuită din Mike Ness (voce, chitară principală), Jonny Wickersham (chitară ritmică), Brent Harding (chitară bas), David Hidalgo, Jr. (baterie) și David Kalish (clape).

## Discografie
- Mommy's Little Monster (1983)
- Prison Bound (1988)
- Social Distortion (1990)
- Somewhere Between Heaven and Hell (1992)
- White Light, White Heat, White Trash (1996)
- Sex, Love and Rock 'n' Roll (2004)
- Hard Times and Nursery Rhymes (2011)